# 산라파엘 (칠레)
산라파엘(스페인어: San Rafael)은 칠레 마울레 주 탈카 현의 코무나이다.